# Jocelyne Villeton
Jocelyne Villeton (Vals-les-Bains, 17 settembre 1954) è un'ex maratoneta francese.

## Palmarès
| Anno | Manifestazione  | Sede | Evento   | Risultato | Prestazione | Note |
| ---- | --------------- | ---- | -------- | --------- | ----------- | ---- |
| 1987 | Mondiali        | Roma | Maratona | Bronzo    | 2h32'53"    |      |
| 1988 | Giochi olimpici | Seul | Maratona | 19ª       | 2h34'02"    |      |